# Gunya
Gunya är ett utdött australiskt språk. Gunya talades i delstaten Queensland och tillhörde de pama-nyunganska språken.